# Stefan VIII
Stefan VIII lub Stefan IX (łac. Stephanus VIII ur. w Rzymie, zm. w październiku 942) – papież w okresie od 14 lipca 939 do października 942.

## Życiorys
Był Rzymianinem urodzonym pod koniec IX wieku i kardynałem prezbiterem od św. Sylwestra i Marcina. Niektóre źródła błędnie podają jego pochodzenie jako niemieckie.
Został wybrany dzięki poparciu panującego w Rzymie księcia Alberyka II ze Spoleto, któremu pod względem politycznym był całkowicie podporządkowany. Wydał przywileje na rzecz klasztorów św. Maurycego w Magdeburgu i San Salvatore in Tolla, nadał paliusz arcybiskupom Heroldowi z Salzburga i Hugonowi z Reims. Wspierał też dzieło reformatorskie opata Odona z Cluny, jednak wyłącznie pod kontrolą Alberyka, interesującego się reformatorskim opactwem. Jego najpoważniejszą inicjatywą polityczną było poparcie udzielone królowi francuskiemu Ludwikowi IV Zamorskiemu w jego sporze ze zbuntowaną szlachtą burgundzką; papież w 942 wysłał do Francji legata Damazego wraz z listem, w którym wszystkim buntownikom zagroził ekskomuniką.
Pod koniec życia stanął na czele buntu przeciw Alberykowi, za co został uwięziony, brutalnie okaleczony, a w konsekwencji zmarł w wyniku odniesionych ran. Został pochowany w bazylice św. Piotra. Okoliczności śmierci papieża jako pierwszy opisał trzynastowieczny kronikarz, Marcin z Opawy.